# Борго Сант'Антонио (Мачерата)
Борго Сант'Антонио (итал. Borgo Sant'Antonio) насеље је у Италији у округу Мачерата, региону Марке.
Према процени из 2011. у насељу је живело 118 становника. Насеље се налази на надморској висини од 614 м.